# Équipe cycliste B&B Hotels-KTM
L'équipe cycliste B&B Hotels-KTM est une ancienne équipe de cyclisme sur route professionnelle française créée lors de la saison 2018 avec le statut d'équipe continentale professionnelle. Elle a couru avec une licence UCI ProTeam de 2020 à 2022 (deuxième division du cyclisme sur route masculin) et était dirigée par   Jérôme Pineau, ancien coureur cycliste professionnel.

## Histoire de l'équipe
Sponsorisée par l'entreprise Vital Concept et dotée d'un budget initial de 6 millions d'euros, l'équipe a été présentée en conférence de presse le 17 août 2017, par son manager Jérôme Pineau. Lors de cette conférence de presse, quinze coureurs sont présentés, avec Bryan Coquard en leader, Pineau précisant que cinq autres noms seraient annoncés prochainement.
L'équipe parraine le Vélo Club Pays de Loudéac. Le 7 septembre 2017, Tanguy Turgis et Adrien Garel sont annoncés, puis Arnaud Courteille, Erwann Corbel et Patrick Müller le 25 septembre. Le siège de l'équipe sera basé à Theix. 
Le 8 janvier 2018, il est annoncé que l'équipe n'est pas invitée pour le Tour de France 2018, mais qu'elle obtient une wildcard pour le Critérium du Dauphiné 2018. Le 24 janvier 2018, pour sa première apparition sur une course UCI, l'équipe connait la victoire, Julien Morice remportant le contre-la-montre inaugural du Tour de Sharjah.
En 2019, pour sa deuxième année d'existence, elle voit l'arrivée de B&B Hotels en tant que co-sponsor de l'équipe. En avril de la même année, elle fait partie des équipes qui postulent à la catégorie World Tour pour les saisons 2020 à 2022.
Au mois de juillet 2022, à l'occasion de la dernière étape du Tour de France, l'équipe annonce un partenariat à partir de 2023 avec la Ville de Paris, qui prêtera son nom et son image à la formation bretonne, sans toutefois apporter de soutien financier. En décembre, le journal L’Équipe annonce  la disparition de B&B Hôtels faute d'avoir trouvé les fonds nécessaires pour la saison 2023.
Le 29 décembre 2022, Jordi Warlop offre la dernière victoire à l'équipe avant sa disparition totale, à l'occasion du championnat de Belgique de beachrace.

## Encadrement de l'équipe
Jérôme Pineau est le manager de la formation. Les directeurs sportifs sont Didier Rous, auparavant chez Cofidis, Jimmy Engoulvent, qui vient de Direct Énergie, Gilles Pauchard, qui travaille aussi à la détection, et Yvonnick Bolgiani du VC Pays de Loudéac.

## Principales victoires

### Championnats continentaux
- Championnats d'Europe de cyclisme sur piste : 2
  - Course aux points : 2019 (Bryan Coquard)
  - Poursuite individuelle : 2019 (Corentin Ermenault)

### Championnats nationaux
- Championnats de France sur piste : 5
  - Poursuite individuelle : 2018 et 2019 (Corentin Ermenault)
  - Poursuite par équipes : 2018 (Adrien Garel, Marc Fournier, Jérémy Lecroq et Corentin Ermenault)
  - Course l'américaine : 2018 (Adrien Garel et Corentin Ermenault)
  - Scratch : 2019 (Corentin Ermenault)
- Champion de Belgique de beachrace : 2022 (Jordi Warlop)[9]

### Courses d'un jour
- Grand Prix de Lillers : Jérémy Lecroq
- Circuit du Houtland : 2018 (Jonas Van Genechten)
- Volta Limburg Classic : 2019 (Patrick Müller)
- Grand Prix Marcel Kint : 2019 (Bryan Coquard)
- Grand Prix Pino Cerami : 2019 (Bryan Coquard)
- Grand Prix de la Somme : 2019 (Lorrenzo Manzin)
- Malaysian International Classic Race : 2020 (Johan Le Bon)
- Polynormande : 2022 (Franck Bonnamour)

### Courses par étapes
- Tour de Bretagne : 2019 (Lorrenzo Manzin)
- Tour de Savoie Mont-Blanc : 2020 (Pierre Rolland)

### Victoires d'étapes
- Tour du Rwanda (5 étapes) : 4x 2021 (3x Alan Boileau et Pierre Rolland) et 2022 (Alan Boileau)
- Tour de Savoie Mont Blanc (4 étapes) : 2018 (Quentin Pacher), 2020 (Pierre Rolland) et 2021 (Maxime Chevalier et Alan Boileau)
- 4 jours de Dunkerque (2 étapes) : 2018 (Bryan Coquard) et 2019 (Bryan Coquard)
- Tour de Belgique (2 étapes) : 2018 (Bryan Coquard) et 2019 (Bryan Coquard)
- Tropicale Amissa Bongo (2 étapes) : 2x 2019 (Lorrenzo Manzin)
- Alpes Isère Tour (2 étapes) : 2x 2022 (Quentin Jauregui et Victor Koretzky)
- Sharjah Tour (1 étape) : 2018 (Julien Morice)
- Tour d'Oman (1 étape) : 2018 (Bryan Coquard)
- Tour du Limousin (1 étape) : 2018 (Lorrenzo Manzin)
- Etoiles de Bessèges (1 étape) : 2019 (Bryan Coquard)
- Circuit de la Sarthe (1 étape) : 2019 (Bryan Coquard)
- Boucles de la Mayenne (1 étape) : 2019 (Bryan Coquard)
- Artic Race of Norway (1 étape) : 2019 (Bryan Coquard)
- Route d'Occitanie (1 étape) : 2020 (Bryan Coquard)
- CRO Race (1 étape): 2022 (Axel Laurence)

### Maillots distinctifs

#### Maillots par points
- Tour de Wallonie : 2019 (Bryan Coquard)
- Circuit de la Sarthe : 2019 (Bryan Coquard)
- Tour de Bretagne : 2019 (Lorrenzo Manzin)
- Tour de Savoie Mont Blanc : 2020 (Pierre Rolland)

#### Maillots de la montagne
- Tour du Yorkshire : 2019 (Arnaud Courteille)
- Tour des Alpes Maritimes et du Var : 2019 (Cyril Gautier)
- Tour de Savoie Mont Blanc : 2020 (Pierre Rolland) et 2021 (Alan Boileau)
- Critérium du Dauphiné : 2022 (Pierre Rolland)

#### Maillots des jeunes
- Circuit de la Sarthe : 2019 (Patrick Muller)
- Tour du Rwanda : 2021 (Alan Boileau)

## Bilan sur les grands tours
- Tour de France
  - 3 participations (2020, 2021, 2022)
  - 0 victoire d'étape
  - Meilleur classement : 18e pour Pierre Rolland en 2020
  - 1 classement annexe
    -  Prix de la combativité : 2021 (Franck Bonnamour)

## Classements UCI
L'équipe participe aux circuits continentaux et principalement à des épreuves de l'UCI Europe Tour. Les tableaux ci-dessous présentent les classements de l'équipe sur les différents circuits, ainsi que son meilleur coureur au classement individuel.
UCI Asia Tour
| UCI Asia Tour | UCI Asia Tour          | UCI Asia Tour                             | UCI Asia Tour |
| Année         | Classement par équipes | Meilleur coureur au classement individuel |               |
| ------------- | ---------------------- | ----------------------------------------- | ------------- |
| 2018          | 40e                    | Bryan Coquard (105e)                      |               |
|               |                        |                                           |               |
| Source : UCI  |                        |                                           |               |

UCI Europe Tour
| UCI Europe Tour | UCI Europe Tour        | UCI Europe Tour                           | UCI Europe Tour |
| Année           | Classement par équipes | Meilleur coureur au classement individuel |                 |
| --------------- | ---------------------- | ----------------------------------------- | --------------- |
| 2018            | 11e                    | Lorrenzo Manzin (75e)                     |                 |
| 2019            | 8e                     | Bryan Coquard (58e)                       |                 |
| 2020            | 7e                     | Bryan Coquard (119e)                      |                 |
| 2021            | 5e                     | Franck Bonnamour (93e)                    |                 |
| 2022            | 5e                     | Luca Mozzato (54e)                        |                 |
|                 |                        |                                           |                 |
| Source : UCI    |                        |                                           |                 |

L'équipe est également classée au Classement mondial UCI qui prend en compte toutes les épreuves UCI et concerne toutes les équipes UCI.
| Classement mondial | Classement mondial     | Classement mondial                        | Classement mondial |
| Année              | Classement par équipes | Meilleur coureur au classement individuel |                    |
| ------------------ | ---------------------- | ----------------------------------------- | ------------------ |
| 2018               | -                      | Quentin Pacher (191e)                     |                    |
| 2019               | 26e                    | Bryan Coquard (71e)                       |                    |
| 2020               | 26e                    | Bryan Coquard (145e)                      |                    |
| 2021               | 24e                    | Franck Bonnamour (109e)                   |                    |
| 2022               | 23e                    | Luca Mozzato (66e)                        |                    |
|                    |                        |                                           |                    |
| Source : UCI       |                        |                                           |                    |

## Effectif et victoires par saison
- Vital Concept en 2018
- Vital Concept-B&B Hotels en 2019